# 東久留米市立下里中学校
東久留米市立下里中学校（ひがしくるめしりつしもさとちゅうがっこう）は、東京都東久留米市下里にある市立中学校。新山遺跡が隣接しており、校歌にもそれをイメージした歌詞が書かれている。

## 沿革
- 1978年（昭和53年） - 開校。

## 卒業生
- FROGMAN（CGクリエーター、アニメーション監督）